# Wendy Weinberg
Wendy Weinberg (Estados Unidos, 27 de junio de 1958) es una nadadora estadounidense retirada especializada en pruebas de estilo libre larga distancia, donde consiguió ser medallista de bronce olímpica en 1976 en los 800 metros.

## Carrera deportiva
En los Juegos Olímpicos de Montreal 1976 ganó la medalla de bronce en los 800 metros estilo libre, con un tiempo de 8:42.60 segundos, tras la alemana Petra Thümer  que batió el récord del mundo con 8:32.14 segundos, y la también estadounidense Shirley Babashoff.
Y en los juegos panamericanos de Ciudad de México 1975 ganó el oro en los 800 metros libre.